# Acaena × anserovina
Acaena × anserovina é uma espécie híbrida de rosácea do gênero Acaena, pertencente à família Rosaceae.